# Tomoyo After: It’s a Wonderful Life
Tomoyo After: It's a Wonderful Life (яп. 智代アフター ～It's a Wonderful Life～  Томоё Афута ~It's a Wonderful Life~) — японский эротический визуальный роман, разработанный компанией Key и выпущенный 25 ноября 2005 года для операционной системы Microsoft Windows. Впоследствии Key выпустила отдельную версию игры, удалив эротический контент. Также игра была портирована на платформы PlayStation 2, PlayStation Portable, Xbox 360, PlayStation 3 и Nintendo Switch под названием Tomoyo After: It’s a Wonderful Life CS Edition (CS означает англ. consumer software , рус. «клиентское программное обеспечение»). История рассказывает о жизни молодого человека по имени Томоя Окадзаки, недавно закончившего старшую школу, и его близкой подруги Томоё Сакагами. Со временем они многое узнают друг о друге, и между ними формируются романтические отношения.
В игре присутствует нелинейный сюжет, поделённый на заранее определённые сценарии, ключевым персонажем является Томоё. Игра является спин-оффом к ранее созданной Key игре Clannad, где Томоё была одной из главных героинь игры. Игра Tomoyo After продолжает историю Томоё после событий Clannad. Сюжет к игре был написан Дзюном Маэдой и Лео Касидой. Рисунки были созданы Фумио. После выхода игра имела высокий уровень продаж в Японии и дважды занимала позицию в списках лидеров. Манга-адаптация под названием Tomoyo After: Dear Shining Memories, проиллюстрированная Юкико Сумиёси, публиковалась в журнале Dragon Age Pure издательства Fujimi Shobo в течение 2007 года. В отличие от игры, где история повествуется с точки зрения Томои, в манге основным персонажем является Томоё — именно от её имени ведётся рассказ. Единственный танкобон был выпущен в Японии в декабре 2007 года.

## Геймплей
Tomoyo After — романтический визуальный роман, в котором игрок выступает в роли Томои Окадзаки. Геймплей требует от игрока некоторого взаимодействия, основное время в игре занимает чтение появляющегося текста, отражающего историю или диалог. Сюжет игры нелинеен и предполагает несколько концовок. В зависимости от принятых игроком по ходу игры решений сюжет развивается в определённом направлении.
В определённые моменты перед игроком встаёт выбор из нескольких вариантов. В такие моменты игра приостанавливается до тех пор, пока выбор не будет сделан. Чтобы увидеть сюжет во всей совокупности, игрок должен переиграть несколько раз и принять на одном и том же моменте разные решения. В эроге-версиях игры доступны CG-рисунки, изображающие половые сношения между Томоей и Томоё. Впоследствии компания Key выпустила версию игры, в которой эротические сцены были удалены. В игровом процессе Tomoyo After также присутствует мини-игра под названием «Dungeons & Takafumis», представляющая собой сеттинг ролевой игры. Мини-игра становится доступной после первого прохождения основной игры.

## Сюжет и персонажи
История игры Tomoyo After вращается вокруг Томои Окадзаки (яп. 岡崎 朋也 Окадзаки Томоя), главного героя игры Clannad, и Томоё Сакагами (яп. 坂上 智代 Сакагами Томоё), одной из главных героинь той же игры. Томоя сейчас работает уборщиком мусора. Первоначально он живёт один в своей квартире, хотя ранее жил вместе с отцом Наоюки Окадзаки (яп. 岡崎 直幸 Окадзаки Наоюки), с которым не очень ладил. Томоя по-прежнему является близким другом Томоё. Они тесно общаются между собой, и со временем между ними складываются романтические отношения.
История начинается спустя месяц после событий Clannad; Томоя выпустился из средней школы и сейчас он на каникулах. Он живёт в том же городе, где происходило действие Clannad. Однажды выясняется, что у Томоё есть младшая сестра по имени Томо Мисима (яп. 三島 とも Мисима Томо), которая ранее жила вместе с матерью. Томо — незаконнорождённая дочь отца Томоё и другой женщины по имени Юко Мисима (яп. 三島 有子 Мисима Юко). Томо остаётся жить в квартире Томои. Томоё очень любит свою сестру и постоянно о ней заботится (она всегда имела слабость к детям). Мать Томо тяжело перенесла психологические проблемы, и у неё сформировалось слабоумие. Состояние матери настолько измучило Томо, что та решила уйти и поселиться вместе с Томоей.
У Томоё есть младший брат Такафуми Сакагами (яп. 坂上 鷹文 Сакагами Такафуми), который очень хорошо разбирается в компьютерах. Он поселился в квартире Томои после того, как настроил для него персональный компьютер. Бывшая девушка Такафуми по имени Канако (яп. 河南子) (её фамилия не раскрывается) не любит находиться дома, так как винит свою мать в том, что та повторно вышла замуж. Она поселяется в квартире Томои. Она крайне саркастична и не брезгует употреблением неприличных выражений. В шестой серии аниме Clannad она появляется в качестве камео. Основной темой сюжета являются семейные узы, что во многом напоминает Clannad.

## Разработка
После выпуска игры Clannad Дзюн Маэда решил создать игру, основанную на сценарии Томоё из Clannad. Во время разработки Маэда занимался созданием сценария, а помогал ему в этом Лео Касида, недавно вступивший в команду разработчиков Key. Вместо Итару Хиноэ, занимавшей должность арт-директора при разработке Clannad, арт-директором выступил Фумио, а Хиноэ помогала при разработке дизайна персонажей. Поэтому персонажи Tomoyo After, ранее фигурировавшие в Clannad, хотя и похожи на своих предшественников, но визуально от них отличаются. Маэда также занимался созданием музыки вместе с композиторами Синдзи Орито и Магомэ Тогоси.
При портировании на PlayStation 2 игра подверглась некоторым изменениям: был расширен оригинальный сценарий, убраны эротические сцены. Юто Тонокава написал дополнительные истории для Такафуми и Канако. По длительности PS2-версия в 1,5 раза превысила оригинал. Добавленная в игру подсказка показывала, как сделать изображение на экране телевизора чётче. В игре также было уменьшено мерцание экрана, чтобы снизить утомляемость глаз.

### История выпуска
Игра Tomoyo After была выпущена 25 ноября 2005 года в качестве ограниченного издания для Microsoft Windows, в комплекте с которым поставлялся оригинальный саундтрек. Затем выпуск был приостановлен. Версия игры без эротического контента, совместимая с системой Windows Vista, была выпущена 31 июля 2009 года в составе сборника Key 10th Memorial Box, куда вошли ещё пять визуальных романов от Key. Эта версия содержала дополнительный сценарий из PS2-версии, а также включала в себя полное озвучивание персонажей, включая ранее не озвученного Томою. 30 апреля 2010 года игра, теперь совместимая с Windows 7, вновь была переиздана под названием Tomoyo After: It’s a Wonderful Life Memorial Edition. Memorial Edition исключает эротический контент, включает дополнения из консольных версий и полное озвучивание персонажей. Эта же версия, переведëнная на английский язык, вышла в сервисе Steam 1 июля 2016 года под названием Tomoyo After: It's a Wonderful Life English Edition. В Tomoyo After: It's a Wonderful Life Perfect Edition, вышедшей 26 сентября 2014 года в отличие от Memorial Edition был восстановлен эротический контент, но Томоя озвучен частично в данной версии.
Игра была портирована на приставку PlayStation 2 и выпущена компанией Prototype 25 января 2007 года под заглавием Tomoyo After: It’s a Wonderful Life CS Edition. Игра, доступная для системы FOMA, вышла 29 мая 2008 года; в этой версии был убран режим «Dungeons & Takafumis». Версия игры для PlayStation Portable с полным озвучиванием персонажей была выпущена Prototype 19 марта 2009 года. Xbox 360-версия игры вышла 22 сентября 2010 года. Выход версии для консоли PlayStation 3 состоялся 29 июля 2012, в день празднования юбилея компании Visual Art’s. Игра также стала доступна на Nintendo Switch 10 сентября 2020 года.

## Медиа-издания

### Манга
Манга-адаптация под названием Tomoyo After: Dear Shining Memories, проиллюстрированная Юкико Сумиёси, публиковалась в журнале сёнэн-манги Dragon Age Pure в период с 20 апреля по 20 октября 2007 года. Сюжет манги предшествует визуальному роману, а повествование ведётся от лица Томоё. Единственный танкобон, содержащий в себе 4 главы, был выпущен в Японии 8 декабря 2007 года.

### Музыка
Визуальный роман содержит две основные песни — открывающую композицию «Light colors» и закрывающую тему «Life is like a Melody». Обе песни звучат в исполнении певицы Lia, голос которой звучал в предыдущей игре Key Air. Оригинальный саундтрек поставлялся в комплекте с самой игрой. Он содержал в себе 21 музыкальную композицию, в том числе укороченные версии тематических песен и аранжировки двух треков фоновой музыки. 27 апреля 2007 года оригинальный саундтрек был переиздан. Музыкальный альбом Piano no Mori был выпущен 29 декабря 2005 года; в него вошли пять треков из игры Tomoyo After, и пять — из Clannad. Оба альбома вышли под лейблом Key Sounds Label.

## Восприятие критикой
Согласно национальной классификации успешности продаж бисёдзё-игр, оригинальная игра Tomoyo After с момента выпуска оказалась на первом месте. Игра на протяжении месяца занимала позиции в чартах, имея 35-е и 36-е места. На сайте Getchu.com игра Tomoyo After заняла 8-е место в списке наиболее продаваемых игр. В 2006 году в японском игровом журнале PC News было объявлено, что PS2-версия игры была четвёртой среди самых продаваемых бисёдзё-игр в 2005 году; продажи составили 49 226 копий.